# Sidra Stone
 (juillet 2008).
Si vous disposez d'ouvrages ou d'articles de référence ou si vous connaissez des sites web de qualité traitant du thème abordé ici, merci de compléter l'article en donnant les références utiles à sa vérifiabilité et en les liant à la section « Notes et références ».
Sidra Stone (née Sidra Levi à Brooklyn) est une psychologue clinicienne et une psychothérapeute américaine. Elle a reçu un B.A. du Barnard College en 1957 et un doctorat (Ph.D.) à l'Université du Maryland en 1962.
Elle a été directrice d'un centre d'hébergement et de traitement psychocliniques pour jeunes femmes et adolescentes, de 1972 à 1979. Elle a développé avec son second mari, Hal Stone, la Psychologie des Subpersonnalités et de l'Ego Conscient et le Voice Dialogue, méthode privilégiée d'exploration de ces subpersonnalités. Tous deux ont été des conférenciers et enseignants internationalement acclamés. Leur travail s'est diffusé dans plus de 26 pays. Elle vit actuellement[réf. nécessaire] avec Hal dans le Nord de la Californie.
Elle a eu trois filles : Elizabeth Winkelman-Matazzoni, psychologue, Claudia Sadoff, économiste internationale et Recha Winkelman, radiologue.

## Voice dialogue
Le Voice Dialogue est la méthode d'exploration privilégiée des différentes subpersonnalités qui constituent la psyché humaine. Le but du Voice Dialogue est d'initier, de développer et de maintenir un processus d'Ego Conscient.
Il est nécessaire de passer à une nouvelle conscience : une qui pourrait englober la myriade de subpersonnalités qui composent la psyché humaine ; une qui pourrait embrasser les nombreuses réalités qui existent pour tous les différents types de personnes qui vivent sur cette planète que nous partageons tous ; une qui serait capable de gérer simultanément les informations conflictuelles et / ou les dimensions multiples. Et, lorsque nous le faisons, cette conscience nous mène au-delà de ces différences en les intégrant. Nous considérons notre travail comme un moyen d'accéder à cette conscience.

Quelque chose de nouveau est exigé de chacun de nous. Pour aller de l'avant dans ce qui est une réalité nouvelle, nous devons aller au-delà du familier, au-delà de la nostalgie du passé. C'est le moment d'une nouvelle conscience capable de faire face à de nouvelles réalités. Il est temps de réclamer ce que nous avons rejeté - en nous-mêmes et chez les autres. Il est temps de passer à une conscience capable d'embrasser des opposés énormes, une conscience avec la fluidité et l'inclusivité du Processus de l'Ego Conscient.

## Publications
- Stone, H., Winkelman, S., Embracing Our Selves: The Voice Dialogue Manual. Nataraj Publishing, 1993.  (ISBN 1-882591-06-2)
- Traduction française : Accueillir tous ses "je", manuel de Voice Dialogue, Warina Editions  (ISBN 978-2-9530474-5-5)
- Stone, H., Stone, S., Embracing Each Other: How to Make All Your Relationships Work for You. Delos Publications, 1989.  (ISBN 1-56557-062-6)
- Traduction française : Les relations source de croissance, Le Souffle d'Or
- Stone, H., Stone S., Embracing Your Inner Critic: Turning Self-Criticism into a Creative Asset. San Francisco: HarperSanFrancisco, 1993.  (ISBN 0-06-250757-5)
- Traduction française : Le Critique Intérieur, Warina Editions  (ISBN 978-2-9530474-4-8)
- Stone, S., Stone, H., You Don't Have to Write a Book!. Delos Publications, 1998.  (ISBN 1-56557-060-X)
- Stone, H., Stone S., Partnering: A New Kind of Relationship. New World Library, 2000.  (ISBN 1-57731-107-8)
- Traduction française Vivre en couple : rester amants, devenir partenaire, Warina Editions  (ISBN 978-2-9530474-2-4)
- Stone, S., The Shadow King: The Invisible Force That Holds Women Back. Backinprint.com, 2000.  (ISBN 0-595-13755-5)
- Traduction française : Le Patriarche Intérieur, Warina Edition  (ISBN 978-2-9530474-7-9)